# Bisoprolol
Bisoprolol é um fármaco de segunda geração, inibidor de beta-1 seletivo, sem atividade agonista parcial, utilizado na hipertensão, insuficiência cardíaca crônica e angina pectoris. A afinidade de bloqueio sobre beta-1 é 120 vezes maior que o bloqueio sobre beta-2.

## Mecanismo de ação e propriedades
O bisoprolol é um inibidor muito seletivo de receptores beta-1 adrenérgicos, todavia, existe um mínimo de bloqueio sobre os receptores beta-2 da musculatura lisa vascular e brônquica. Sobre o metabolismo, influenciado por ação de beta-2 sua ação é discreta.

## Precauções
Pacientes portadores de doenças obstrutivas do pulmão, asmáticos crônicos, função renal e hepática comprometida, diabéticos, gestantes devem ser observados pelo médico na administração de bisoprolol.
NÃO INTERROMPER TRATAMENTO SUBITAMENTE! Continue tomando o bisoprolol mesmo quando se sentir mal, pois sua interrupção por mais de um dia pode causar um grande aumento na frequência cardíaca, hipertensão e arritmia potencialmente fatais.
O uso desse medicamento deve ser acompanhado de dieta com regulação do consumo de sódio e potássio, exercícios aeróbicos regulares e controle do peso. Aumentar de peso com hipertensão aumenta a mortalidade. Variações na pressão arterial geralmente não tem sintomas.

## Contra-indicações
- Insuficiência cardíaca aguda
- Feocromocitona
- Acidose metabólica
- Síndrome do nó sinusal
- Bradicardia
- Hipotensão acentuada
- Oclusão arterial periférica
- Situação que causem lentidão no ritmo cardíaco ou sua irregularidade

## Efeitos colaterais
Geralmente é bem tolerado e os efeitos colaterais são passageiros ou moderados, sendo que os mais comuns são:
- Cólicas abdominais,
- Diarreia,
- Tonturas,
- Fadiga,
- Depressão,
- Dor de cabeça,
- Náuseas,
- Impotência,
- Frequência cardíaca lenta,
- Pressão arterial baixa,
- Dormência ou formigamento de pernas ou mãos,
- Mãos e pés frios,
- Dor de garganta, e
- Sibilância.

## Interações medicamentosas
Rifampicina aumenta o metabolismo (degradação) do bisoprolol. Sensibilizadores do cálcio como Verapamil e Diltiazem potencializam seu efeito. AINEs como ibuprofeno e dipirona reduzem a pressão arterial e diminuem os efeitos do bisoprolol.

## Alguns nomes comerciais
- Concor®
- Concardio®